# Lawrence Renes
Lawrence Renes (1970) è un direttore d'orchestra olandese-maltese.

## Biografia
Renes ha studiato violino al Conservatorium Van Amsterdam e diretto al Conservatorio Reale dell'Aia, da cui si è laureato Cum Laude nel 1993. Renes è stato vincitore del primo premio al concorso di direzione NIS Nederlandse Omroep Stichting. Nel 1992 ha anche vinto il premio Elisabeth Everts. Ha fatto il suo debutto come direttore professionale con l'Orchestra di Gran Canaria. Ha prestato servizio come assistente direttore a Edo de Wsaart con la Radio Filharmonisch Orkest. La sua importanza internazionale è aumentata dopo che ebbe sostituito per un'emergenza Riccardo Chailly per dirigere un concerto del 1995 con la Royal Concertgebouw Orchestra. Nel 1996 Renes è stato nominato principale conduttore ospite della Radio Philharmonic dei Paesi Bassi. Renes è diventato capo direttore della Het Gelder Orkest (Arnhem, Paesi Bassi) nel 1998 e ha tenuto il posto fino al 2002.
Al di fuori dei Paesi Bassi, Renes è diventato direttore ospite principale dell'Orchestra Filarmonica di Zagabria nel 1996. Ha prestato servizio come Generalmusikdirektor dei Bremer Philharmoniker dal 2001 al 2006. Nel novembre 2011 Renes è stato nominato successivo direttore principale dell'Opera reale svedese (Kungliga Operan), a partire dalla stagione 2012-2013, con un contratto iniziale fino alla stagione 2016-2017. Renes ha concluso la sua direzione di capo dell'Opera reale svedese nel 2017.
Nell'ambito della musica contemporanea, Renes ha sostenuto la musica di John Adams. Ha diretto sia la prima incisione dell'opera Doctor Atomic di Adams, con la De Nationale Opera, sia la prima britannica dell'opera alla English National Opera. Ha anche diretto registrazioni su etichette come Erato.